# Wehha
Wehha (zmarł ok. 571) – władający w VI wieku król Anglii Wschodniej, prawdopodobnie pierwszy władca po zjednoczeniu Norfolk i Suffolk. Ojciec Wuffy, od imienia którego pochodzi nazwa dynastii panującej (Wuffingowie) i pradziad Rædwalda, najprawdopodobniej pochowanego w statku w Sutton Hoo.
Według genealogii rodu był synem Wilhelma, syna Hrypa, syn Hroðmunda, syna Trygila, syna Tyttmana, syna Casera, syna samego Wodana.